# Биекция
Биекция е всяко изображение, което е едновременно сюрективно и инективно. С други думи, това е всяко съответствие между две множества A и B, при което на всеки елемент от множеството A съответства един и само един елемент на множеството B и всеки елемент от множеството B е образ на точно един елемент от множеството A.
Множества, между които съществува биекция, се наричат равномощни множества.
За илюстрация и съпоставка на биекцията с други видове изображения вижте изображение. 